# Garage Zuid
Garage Zuid  is een openlucht garage en in gebruik voor het GVB aan de Joan Muyskenweg 29 in Amsterdam-Duivendrecht gemeente Ouder-Amstel. Het terrein werd in 2000 in gebruik genomen en is gelegen naast de Basiswerkplaats Rail die hier sinds 1973 is gevestigd. Vanuit deze garage worden door het GVB de daglijnen 40, 41, 44, 47, 49, 65, 66 en 360 geëxploiteerd alsmede enkele nachtlijnen.

## Geschiedenis

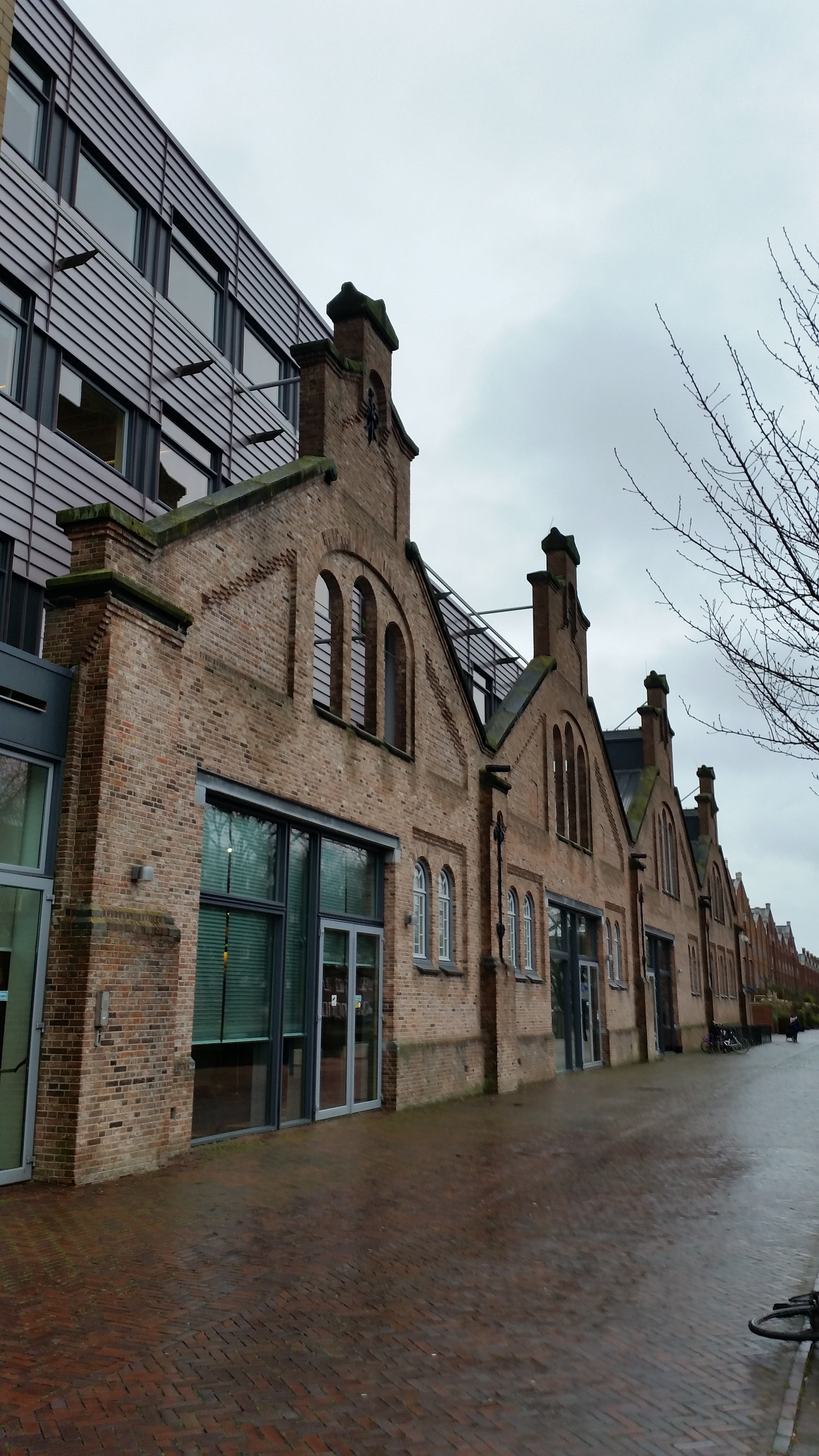
Oude gevels uit 1887 voor nieuwbouw (december 2019)

In de Oostergasfabriek werd van 1887 tot 1923 gas gemaakt uit steenkolen. Net als de Westergasfabriek werd ook deze fabriek in 1898 overgenomen door de gemeente Amsterdam. Na de sluiting in 1923, wegens overcapaciteit, werden diverse gebouwen gesloopt of kregen  nieuwe, uiteenlopende bestemmingen. Het zuiveringsgebouw werd in gebruik genomen als busgarage van de Gemeentetram Amsterdam en uiteindelijk vanaf begin jaren dertig uitgebreid tot vier hallen. De garage was gelegen aan de nu niet meer bestaande Beijersweg (thans Land van Cocagneplein) met een achteruitgang aan de Oranje-Vrijstaatkade 45. Behalve de noordlijnen werden van 1932-1956, toen de nieuwe Garage West werd geopend, vrijwel alle buslijnen in Amsterdam vanuit de garage geëxploiteerd, nadien voornamelijk de lijnen rijdend in oost en zuid.   
Vanaf 1968 kwam hier ook het zuidoostelijke deel van de stad bij en door het gestage toenemende aantal bussen dat benodigd was voor het vervoer naar de Bijlmermeer kon de garage niet meer alle bussen huisvesten. Op de voormalige gasplaat kwam een buitenstalling "de plaat" waar 25 bussen voorzien van een extra startmogelijkheid konden worden opgesteld.Daarnaast bood Garage Noord in de spitsuren hulp. Na het verdwijnen van het grootschalige Bijlmervervoer in 1977 door de ingebruikname van de metro was de hulp niet meer nodig. Ook vertrok de rijksverkeersinspectie die ook een deel van het complex in gebruik had.   

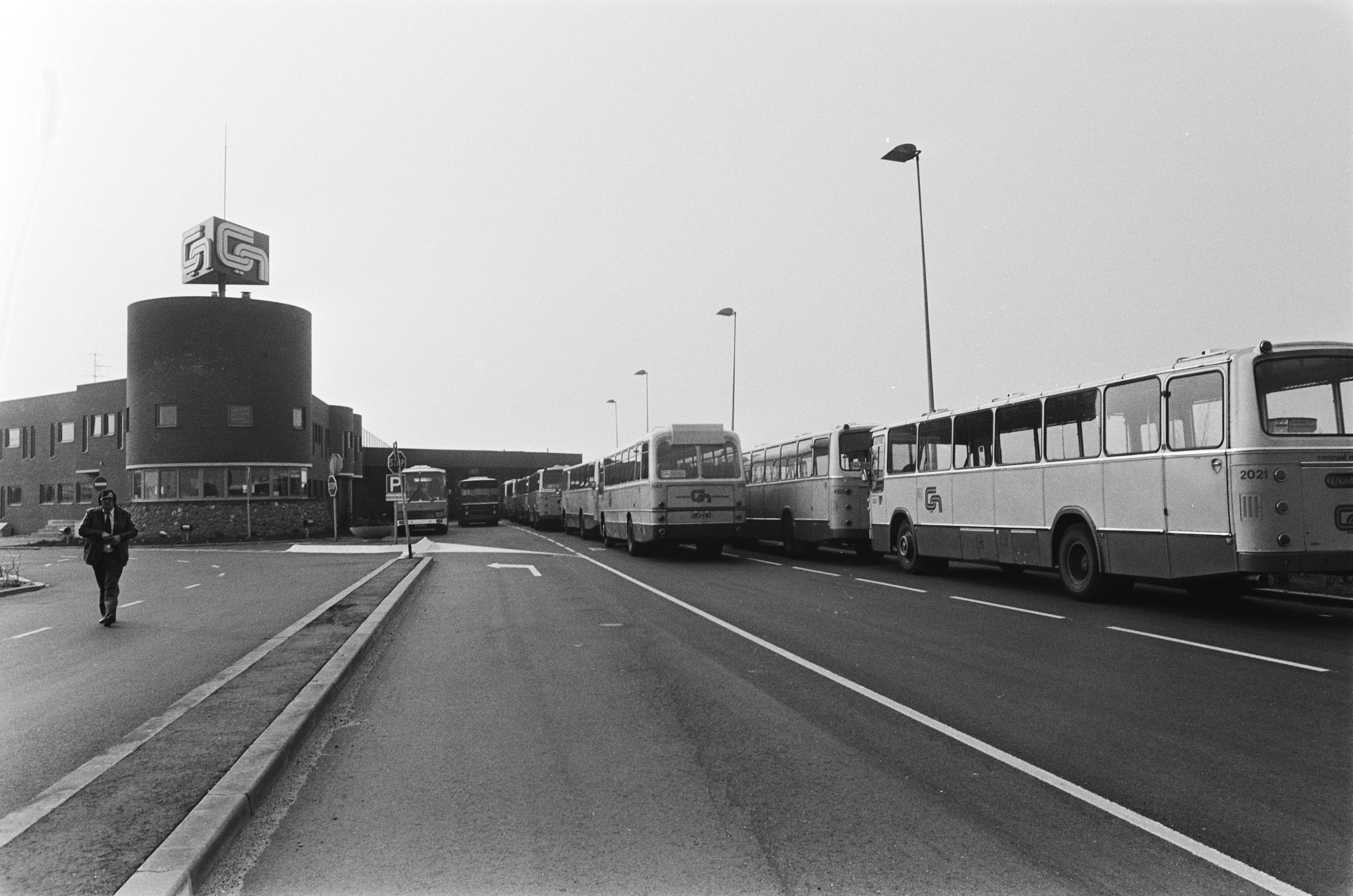
Garage Zuid in 1982

Inmiddels was het complex na bijna 60 jaar gebruik sterk verouderd en overwoog men renovatie of nieuwbouw. Uiteindelijk werd in 1980 gekozen om bij Centraal Nederland 50 stallingsplaatsen in diens nieuwe garage aan de Hoogoorddreef in Amstel III te huren die Centraal Nederland in gebruik nam ter vervanging van de garage Van Musschenbroekstraat. Omdat er maar plaats was voor 50 wagens bleef lijn 22 noodgedwongen achter in de oude garage waar ook het onderhoud aan de bussen uit Garage Zuid plaatsvond omdat Centraal Nederland de wagens alleen kon tanken en rijklaar maken. Voorts werd de garage als opslaggarage voor oude en nieuwe bussen gebruikt. In 1985 werd Garage Oost alsnog gesloten, lijn 22 verhuisde naar Garage West en voor het onderhoud werd een onderhoudsgarage aan de Schepenbergweg gehuurd. De oude garage bood nu onderdak aan Amsterdamse museumbussen en vanaf 1989 ook aan museumtrams. Door de ingebruikname van de Amstelveenlijn in 1990 was het aantal benodigde bussen sterk verminderd en werd  de onderhoudsgarage aan de Schepenbergweg afgestoten. Het onderhoud vond voortaan plaats in Garage West en Garage Noord. 

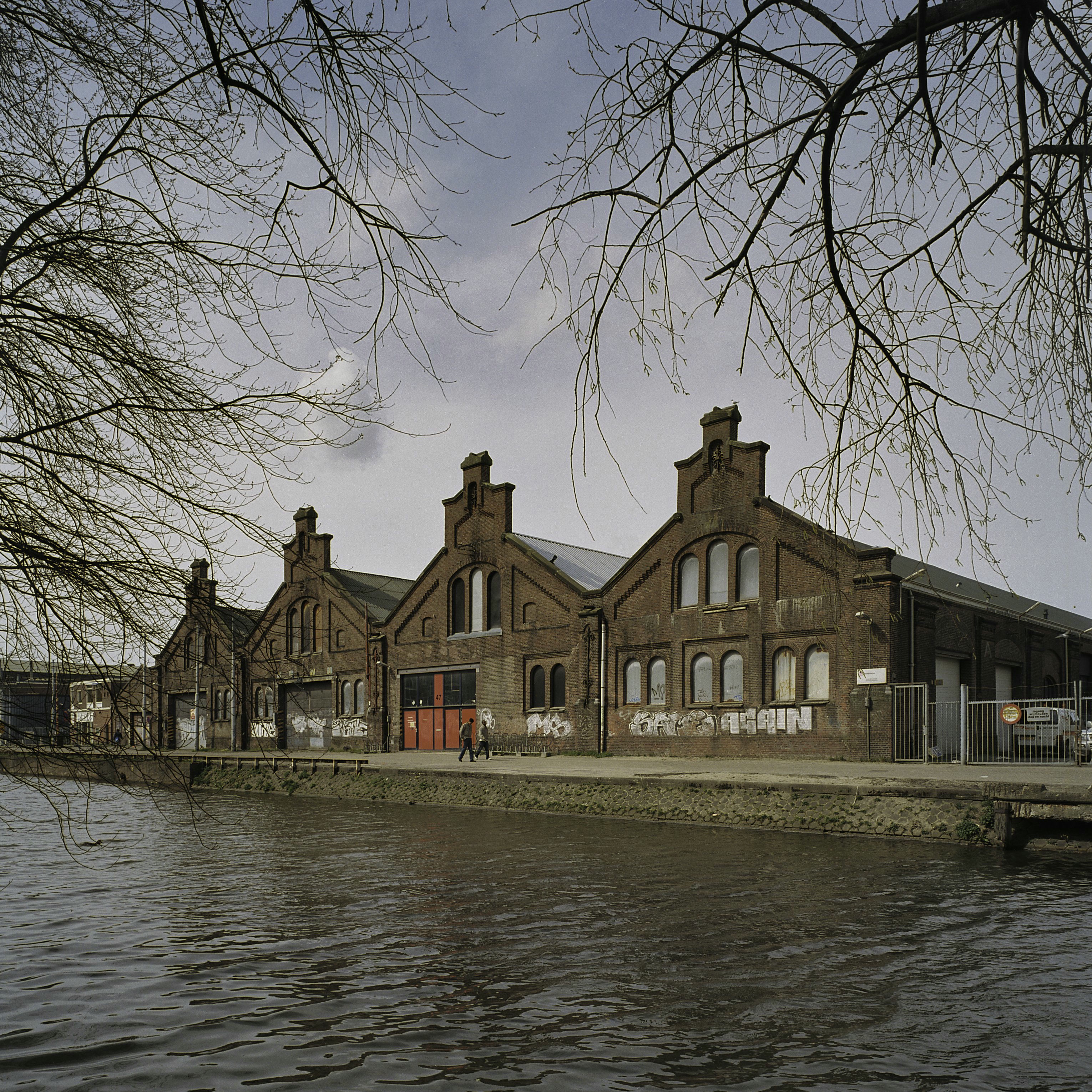
Voormalige garage na verlaten in 2005

Sinds 1990 werd het pand door het GVB ook gebruikt als opslagremise voor buiten dienst gestelde trams waarvoor later zelfs een speciale spooraansluiting van de Linnaeusstraat over de Oranje Vrijstaatkade tot stand kwam. Halverwege jaren nul werd het pand afgestoten en moesten de museumwagens naar elders verhuizen. Het pand werd gesloopt waarbij de gevel weer gedeeltelijk werd opgebouwd en geïntegreerd in de nieuwbouw.
In 2000 werd wederom door uitbreiding van het aantal bussen waardoor ruimtegebrek ontstond een terrein naast de Basiswerkplaats Rail aan de Joan Muyskenweg in gebruik genomen als openluchtstalling voor de lijnen 37, 66, 67 en 199. Het terrein werd geasfalteerd en voorzien van tijdelijke voorzieningen en aangegeven als Garage Amstel. De Basiswerkplaats Rail, waar nieuwe sporen op maat worden gesneden, is door het GVB in 1973 in gebruik genomen ter vervanging van het achterterrein van remise Havenstraat. In dat gebouw heeft Mary Schoonheyt in 1973 de wandschildering Oase van fantasie, ook wel Kantinebaai laten zetten. Het werd door kunsthistoricus Yteke Spoelstra ingeschat als topwerk (binnen segmenten Behoudenswaardig, Waardevol en Top) met als genre-indeling Popart. Ook werd ter gelegenheid van het 75-jarige bestaan van het GVB, na eerst op de tentoonstelling Halte 75 te hebben gestaan, op 16 september 1975 de afgezaagde kop van de gesloopte drieassige motorwagen 537/937 als blikvanger aan de gevel van de basiswerkplaats geplaatst. Deze kop heeft hier nog vele jaren in verwaarloosde toestand gestaan.
In 2002 moest het GVB uit de inmiddels NZH-garage aan de Hoogoorddreef verdwijnen omdat het huurcontract werd beëindigd. NZH had het complex verkocht en verlaten in 2004. Daarna werd het complex nog gebruik als opslaggarage voor af te voeren bussen. In 2005 werd het complex, 25 jaar na de bouw, gesloopt en het terrein herbestemd. Het GVB breidde in 2002 de openluchtstalling uit met meer definitieve voorzieningen en de bussen die moesten verdwijnen uit de NZH-garage werden voortaan ook gestald in Garage Amstel die werd hernoemd in Garage Zuid, alhoewel deze nu in Amsterdam-Duivendrecht is gelegen. Als volgende garage zal hier infrastructuur voor het opladen van elektrische bussen worden aangelegd. Daarentegen zal na het volledige overgaan op elektrische aandrijving rond 2025 de tankvoorzieningen kunnen verdwijnen.